# Patricia Hayes
Patricia Lawlor Hayes (Camberwell, 22 dicembre 1909 – Londra, 19 settembre 1998) è stata un'attrice britannica.

## Biografia
È stata sposata dal 1939 al 1951 con l'attore Valentine Rooke, da cui ha avuto tre figli: Richard, Teresa, Gemma.
Morì per cause naturali nel 1998 a 88 anni. Fu sepolta nel cimitero del villaggio di Compton, nel Surrey.

## Filmografia parziale

### Cinema
- Giglio infranto (Broken Blossoms), regia di John Brahm (1936)
- I misteri di Londra (The Life and Adventures of Nicholas Nickleby), regia di Alberto Cavalcanti (1947)
- La città è salva (The Enforcer), regia di Bretaigne Windust e Raoul Walsh (1951)
- La battaglia dei sessi (The Battle of the Sexes), regia di Charles Crichton (1959)
- Omicidio al Green Hotel (Kill or Cure), regia di George Pollock (1962)
- Frammenti di paura (Fragment of Fear), regia di Richard C. Sarafian (1970)
- Si può essere più bastardi dell'ispettore Cliff?, regia di Massimo Dallamano (1972)
- The Best of Benny Hill, regia di John Robins (1974)
- Il grano è verde (The Corn Is Green), regia di George Cukor (1979)
- La storia infinita (Die unendliche Geschichte), regia di Wolfgang Petersen (1984)
- Willow, regia di Ron Howard (1988)
- Un pesce di nome Wanda (A Fish Called Wanda), regia di Charles Crichton (1988)
- Little Dorrit, regia di Christine Edzard (1988)
- War Requiem, regia di Derek Jarman (1989)
- Ghiaccio blu (Blue Ice), regia di Russell Mulcahy (1992)
- Delitto e castigo (Crime and Punishment), regia di Menahem Golan (2002)

### Televisione
- Educated Evans – serie TV, 9 episodi (1957-1958)
- The Four Just Men – serie TV, episodio 1x13 (1959)
- Citizen James – serie TV, 3 episodi (1960-1962)
- Benny Hill – serie TV, 7 episodi (1962-1963)
- Hugh and I – serie TV, 30 episodi (1962-1966)
- The Arthur Haynes Show – serie TV, 21 episodi (1962-1966)
- The World of Beachcomber – serie TV, 10 episodi (1968-1969)
- Life with Cooper – serie TV, episodio 2x02 (1968)
- Harry Worth – serie TV, episodio 3x06 (1968)
- Comedy Playhouse – serie TV, 3 episodi (1970-1974)
- L'occhio che uccide – serie TV, episodio 1x05 (1971)
- The Goodies – serie TV, episodio 3x04 (1973)
- Kim & Co. – serie TV, episodio 1x10 (1975)
- Juliet Bravo – serie TV, episodio 1x02 (1980)
- L'ora del mistero (Hammer House of Mystery and Suspense) – serie TV, episodio 1x11 (1984)
- Boon – serie TV, episodio 3x12 (1989)
- Casualty – serie TV, episodio 4x11 (1989)
- Metropolitan Police (The Bill) – serie TV, episodio 6x93 (1990)
- Performance – serie TV, 1 episodio (1992)
- Lovejoy – serie TV, episodio 5x03 (1993)

## Doppiatrici italiane
Nelle versioni in italiano delle opere in cui ha recitato, Patricia Hayes è stata doppiata da:
- Dhia Cristiani in Si può essere più bastardi dell'ispettore Cliff
- Elena Magoia ne La storia infinita, Un pesce di nome Wanda
- Isa Bellini in Willow

## Riconoscimenti
- British Academy Television Awards 1972 – Premio come Miglior attrice per Edna, the Inebriate Woman